# مشتقات اعتباری
مشتقات اعتباری، (به انگلیسی: Credit derivatives) به‌طور کلی در علوم مالی مشتقات ابزارهای مالی هستند، که برای انتقال برخی اشکال ریسک‌های اعتباری بین دو یا چند طرف قرارداد، مورد استفاده قرار می‌گیرند. امکان تقسیم‌بندی مشتقات براساس شکل ریسکی که منتقل می‌شود، وجود دارد؛ مثلاً ریسک اعتباری (مشتقات اعتباری)، ریسک نرخ ارز (مشتقات نرخ ارز)، ریسک قیمت کالا (مشتقات کالا)، ریسک قیمت سهام (مشتقات سهام) و…
مشتقه اعتباری قراردادی است، که بازده آن به ارزش اعتباری یک یا چند شرکت یا بخش، بستگی دارد. هدف استفاده از مشتقات اعتباری، انتقال و مدیریت ریسک اعتباری است. در حقیقت رشد مشتقات اعتباری در پاسخ به نیاز نهادهای مالی و مخصوصأ بانکها، برای دستیابی به ابزاری جهت پوشش و متنوع سازی ریسک‌های اعتباری بوده است. نتیجه این تلاش‌ها، تغییر ریسک اعتباری، از یک ریسک غیر نقد شونده و نامناسب برای معامله، به ریسک قابل معامله، بوده است.